# Hinterhermsdorf
Hinterhermsdorf je vesnice, místní část velkého okresního města Sebnitz v německé spolkové zemi Sasko. Nachází se v zemském okrese Saské Švýcarsko-Východní Krušné hory a má 626 obyvatel.

## Geografie
Ves se nachází na východním okraji Saského Švýcarska, v pohraničí s Českou republikou. Místo je velmi populární turistickou destinací, protože je v blízkosti dvou národních parků, Saského a Českého Švýcarska (Sächsische und Böhmische Schweiz). Jsou zde možnosti mnoha výletů.
Přes hranice do České republiky vedou tři cyklistické a pěší stezky. Údolím Křinického potoka (Kirnitzschtal) buď do Zadních Jetřichovic a nebo do Doubice; přes Kyjovské údolí pak do Krásné Lípy a přes Weifberg do města Mikulášovice.

## Pamětihodnosti
- evangelicko luterský barokní kostel Engelkirche z roku 1689
- dřevěná rozhledna z roku 2000 na vrchu Weifberg (478 m n. m.)
- Obere Schleuse (Horní splav) – přehrazená soutěska a jízda na pramičkách na řece Křinici

## Galerie

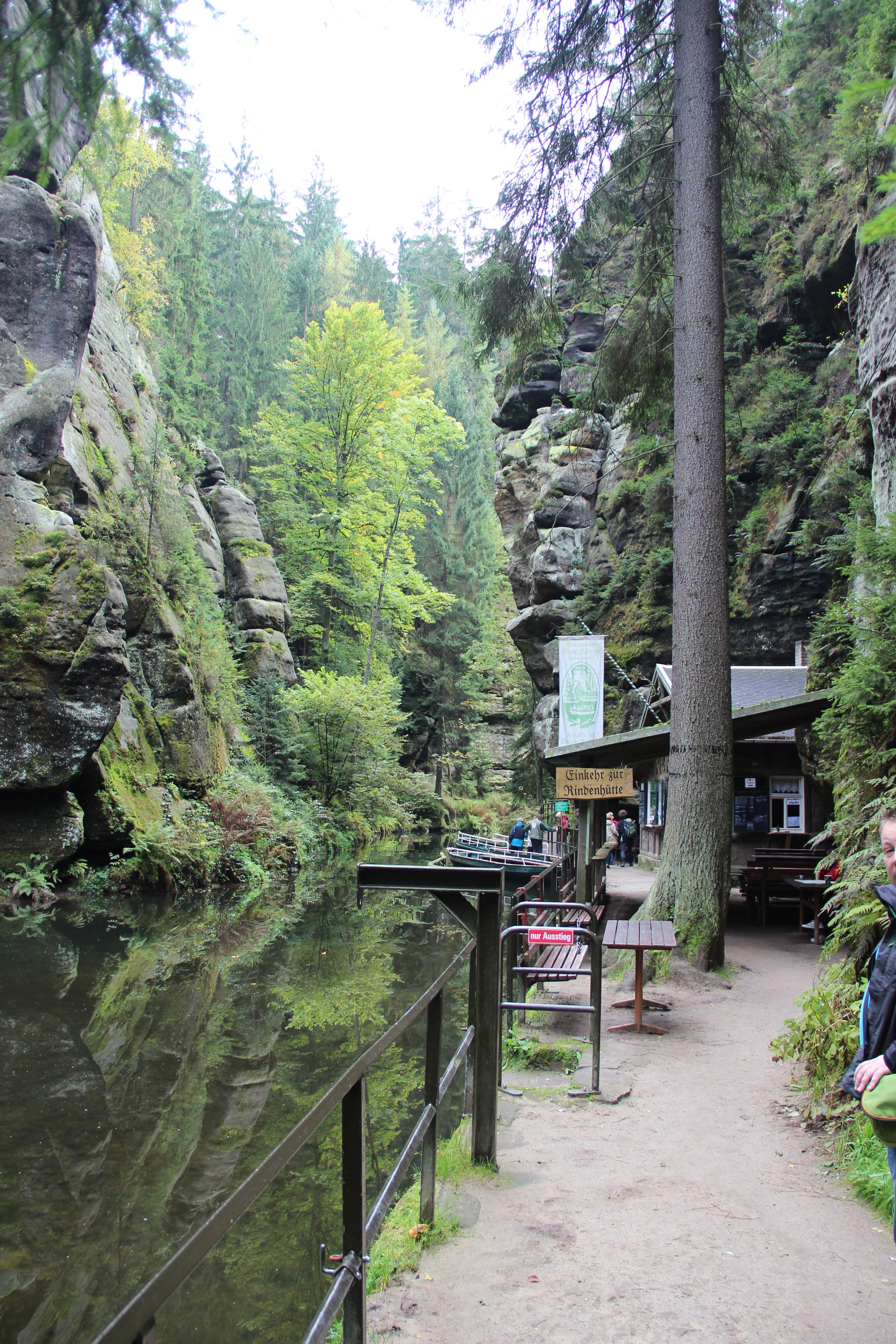
Obere Schleuse
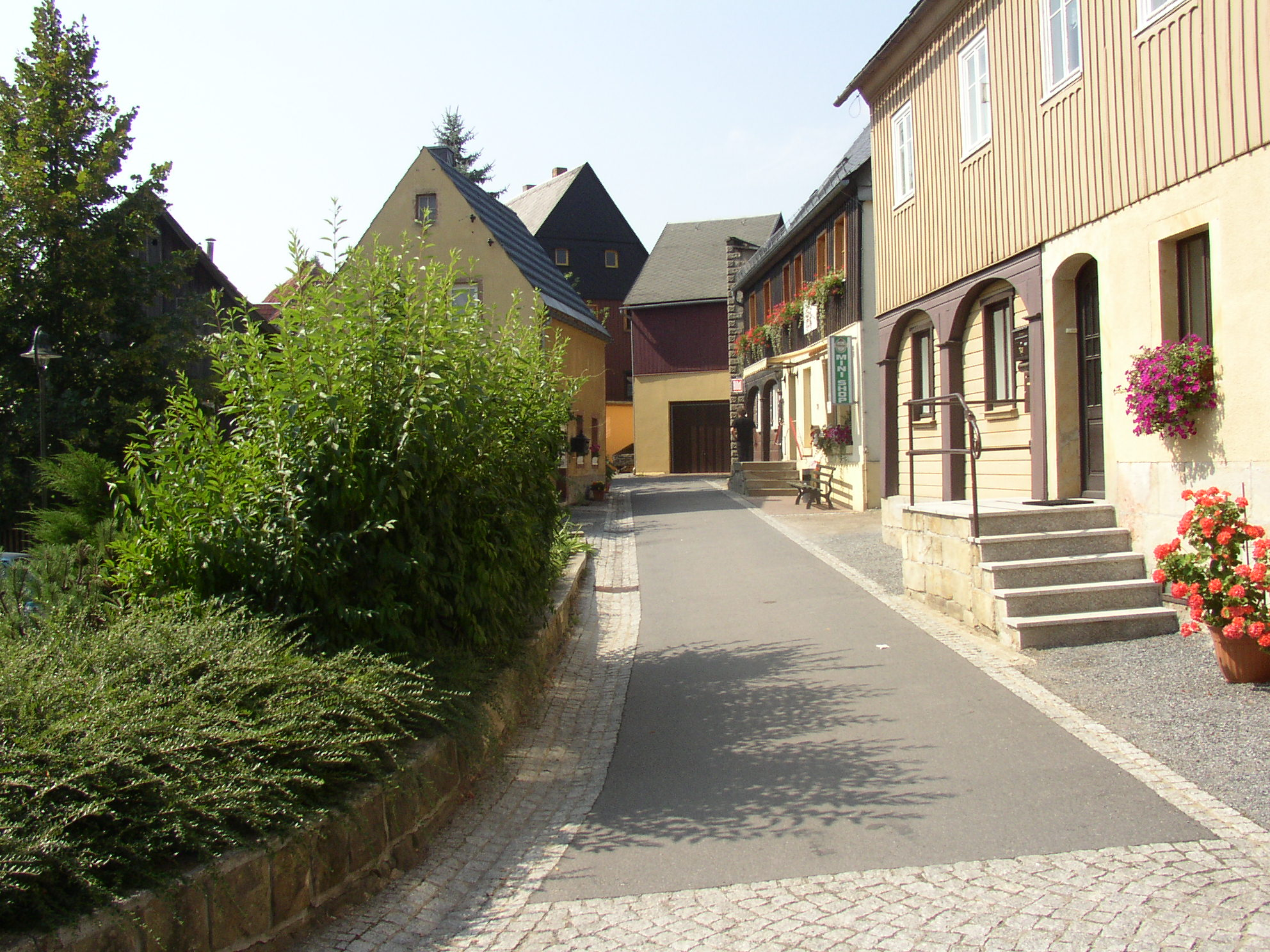
Hinterhermsdorf
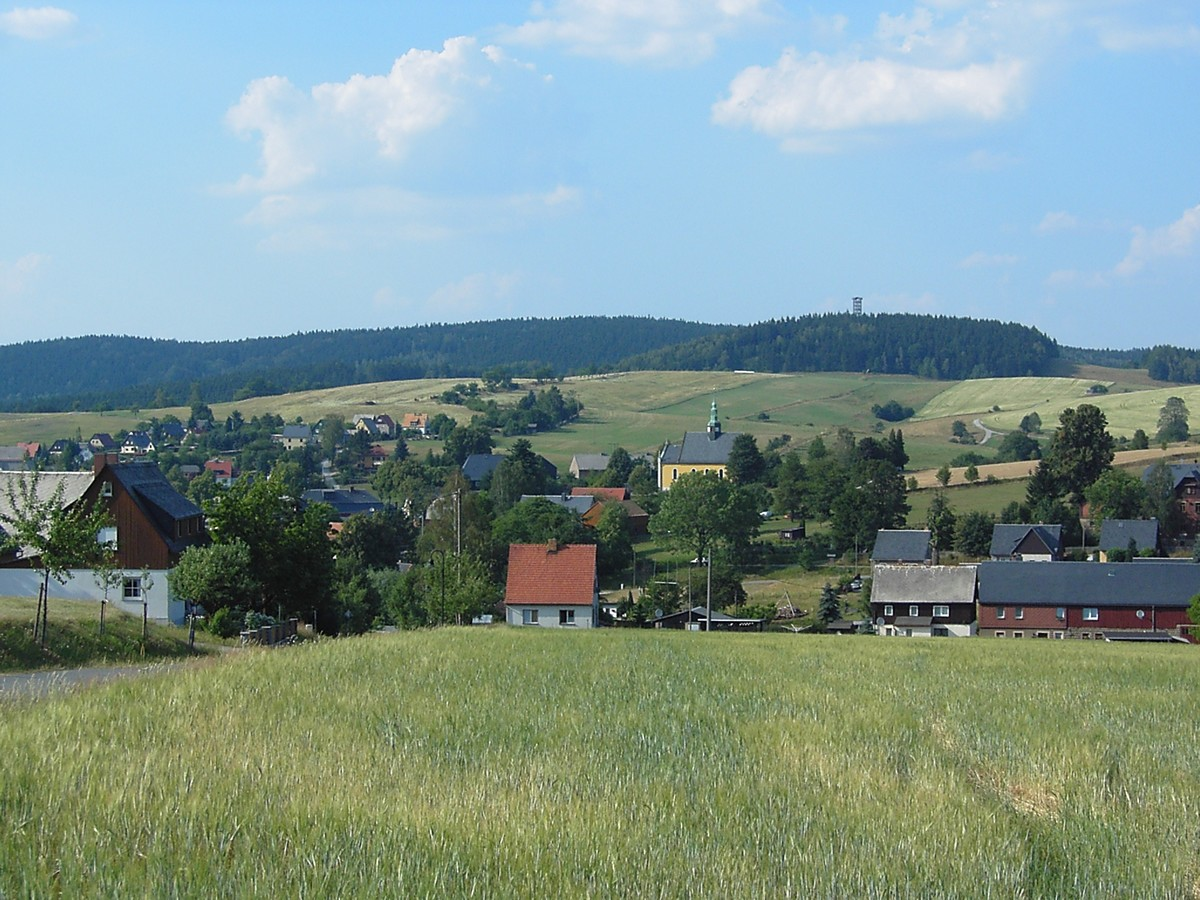
Hinterhermsdorf s kostelem Engelkirche
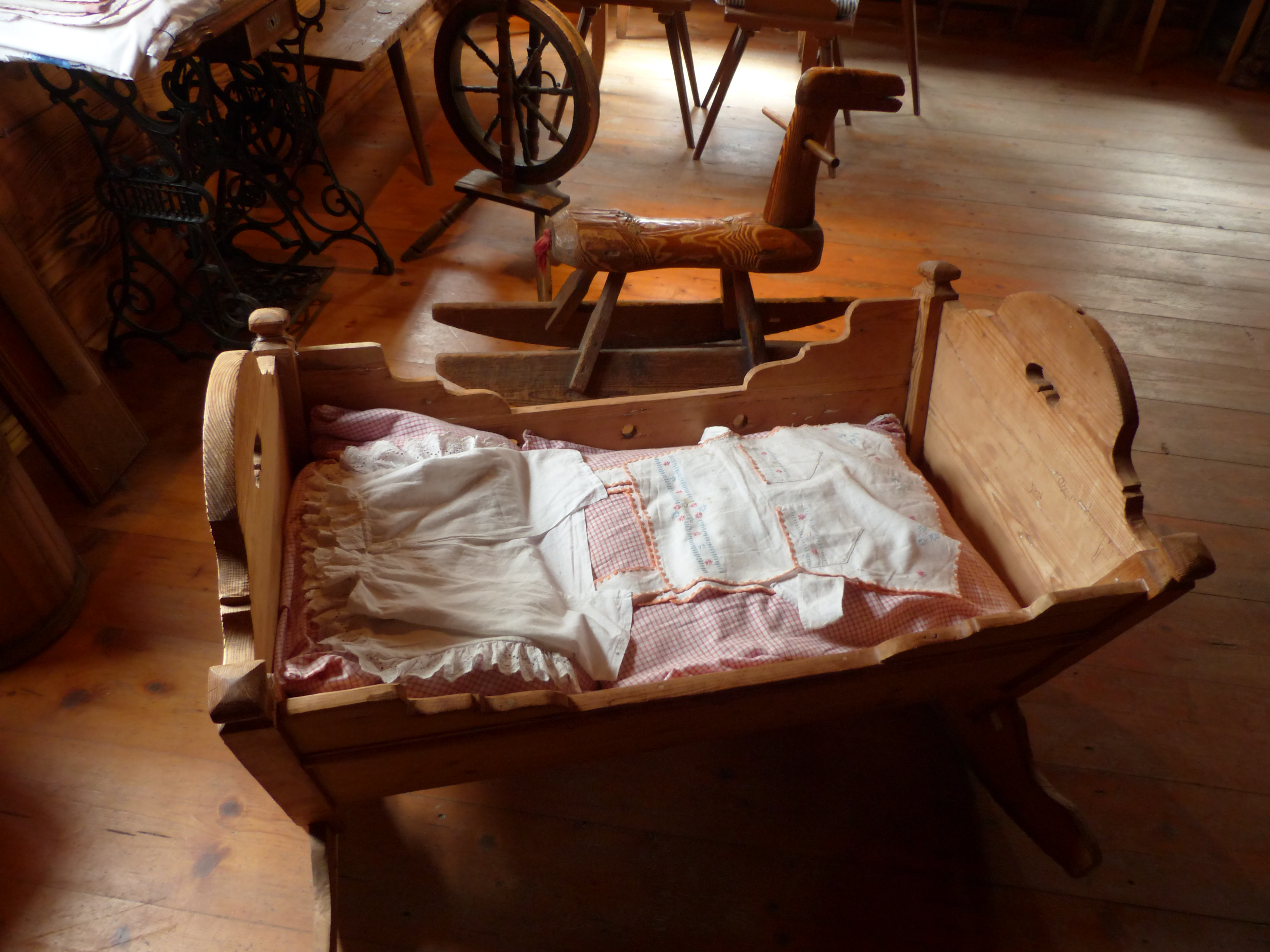
Expozice v místním muzeu
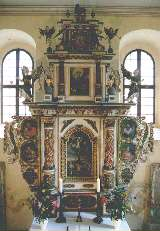
Oltář v Andělském kostele